# Jenny la Cour
Jenny la Cour, född 1849, död 1928, var en dansk textilkonstnär. Efter att ha studerat broderi och vävning på Folkhögskolan Hvilan i Skåne öppnade hon 1886 en vävskola i Danmark som anses ha återintroducerat handvävningstekniken i Danmark. Hon grundade 1913 vävskolan Husflidsselskabets Vævestue i Köpenhamn.
Hon konstruerade en vävstol tillsammans med slöjdläraren Anders Lervad som såldes i mer än 700 exemplar. År 1897 publicerade  hon och mostern Johanne Siegumfeldt boken Vævebog for Hjemmene med vävda prover och beskrivningar på hur man sätter upp en vävstol, som trycktes i flera upplagor ända till 1937.